# Transformed Dreams
Transformed Dreams was een Amsterdams onafhankelijk platenlabel opgericht in 1996. Het label gaf voornamelijk bands uit die indierock, lo-fi en noiserock maakten.

## Geschiedenis
Opgericht door Marcel Hermans, begint het label met het uitgeven van een cd van de Gluemen uit Maastricht. Later volgen Birdskin en Dan Geesin. De lofi-band Zoppo treedt toe tot het label en brengt hun tweede album uit bij het label als co-release in 1998. Vanaf dan komt de activiteit van het label in een stroomversnelling en brengt in de daarop volgende jaren albums uit van respectievelijk Zea, Seedling, Feverdream, Green Hornet en Seesaw. Distributie verloopt via Konkurrent en een Engelse distributeur. Het label onderhoudt goede contacten met John Peel die regelmatig nummers van de bands in zijn show draait. Seedling wordt de eerste Nederlandse band die een John Peel sessie doet.
Het label voert een eigenzinnige en radicale DIY-koers. Er is in tegenstelling tot majorlabels, nagenoeg geen budget voor marketing en promotie, maar krijgt media- en publieksaandacht omdat het niet enkel de cd-uitgaven regelt, maar ook shows boekt voor de bands, een koers die later door de inkrimping van de platenverkoop gevolgd zal worden door vele andere labels. Veel van de bands spelen regelmatig bij Jaap Boots' Club Lek en op toonaangevende festivals als Crossing Border, Noorderslag en Lowlands.
Het label organiseert een avond op het Duitse showcase-festival Popkomm.
Rond 2002 komen de eerste rimpels in het pad. Green Hornet houdt het na een album voor gezien en brengt platen uit bij een ander label. Feverdream stapt op na een conflict over de platenhoes van hun 2e album. Seedling houdt op met bestaan. Enkel Zea en Zoppo blijven hun platen uitbrengen bij het label. Ook enkele kleinere bands als The Bent Moustache en Persil brengen hun platen uit, maar krijgen niet de media- en publieksaandacht van de eerste lichting. Suicidal Birds brengt hun debuutalbum uit op het label wat wel aanslaat, ook vooral buiten Nederland en de band toert regelmatig in Engeland. Suicidal Birds laat het bij dat ene album en brengt hun volgende album uit op Tocado Records.
In 2006 brengt Zoppo na vijf jaar hun vierde album Don't Trust Scarred Survivors uit. Na een korte tour ontstaat er een conflict tussen label en de band, waardoor via inmenging van advocaten de totale distributie van alle platen van het label via de Konkurrent klem komt te zitten. De band behoudt uiteindelijk zijn uitgave, voor het label lijkt het de nekslag. Na Zoppo en het distributieconflict neemt de activiteit van het label drastisch af. Er verschijnen nog een paar cd's van Zea, Persil en The Bent Moustache. In 2009 treedt frontman Arnold de Boer van Zea toe tot The Ex en later besluit ook hij om te stoppen met Transformed Dreams. Sindsdien zijn er geen uitgaven meer verschenen of andere activiteiten ondernomen door het label.